# 궈비팅
궈비팅(중국어: 郭碧婷, 병음: Guō bìtíng, 한자음: 곽벽정, 영어: Bea Hayden Kuo 비 히든 궈[*], 1984년 1월 16일 ~ )은 중화민국의 배우이다.

## 출연 작품

### 영화
- 기계화피 (2020년)
- 잠자는 청춘 (2007년)
- 백일고적 (2008년)
- 골목길 고양이 (2010년)
- 가여몰유니 (2011년)
- 풍수가33호 (2012년)
- 소시대 (2013년)
- 소시대 2 - 청목시대 (2013년)
- 소시대 3 - 봉은시대 (2014년)

### 드라마
| 연도 | 제목            |
| ---- | --------------- |
| 2006 | 《금색년화》    |
| 2014 | 《라인 로맨스》 |